# Tofsmyggor
Tofsmyggor (Chaoboridae) är en liten familj i insektsordningen tvåvingar som tillhör underordningen myggor. De fullbildade myggorna ses ofta svärma vid sjöar, larverna har en genomskinlig kropp och lever i vatten.

## Kännetecken
Tofsmyggor är slankt byggda myggor som till utseendet kan påminna något om stickmyggor, men de har ingen sticksnabel. Från fjädermyggor kan de skiljas på vingarnas ådring, exempelvis genom att se på vingribban media (M), som hos tofsmyggor mot kanten av vingen delas i två grenar (M1 och M2), medan den hos fjädermyggor når kanten ogrenad. Huvudet är litet och något tillplattat. Punktögon (ocelli) saknas. Antennerna är långa och håriga och särskilt hanarna har påtagligt yviga och fjäderformade antenner.
Tofsmyggornas larver kan leva i många olika slags sötvattenansamlingar, men är särskilt talrika i näringsrika (eutrofa) vatten. Larverna, som har en kropp som är genomskinlig så att de inre organen syns, är rovlevande och fångar andra små vattenlevande organismer med hjälp av kraftiga främre gripklor. Larverna är i sin tur viktig föda för fiskar. Larvernas rörelser i vattnet varierar vertikalt över dygnet, på dagen håller sig larverna vanligen nära botten, men på natten beger de sig upp i den fria vattenmassan. Under handelsnamnet "vita mygglarver" säljs de djupfrysta eller som levandefoder åt akvariefiskar.